# 중국의 문화
이 문서에서는 중국의 문화(중국어 간체자: 中国文化, 정체자: 中國文化, 병음: Zhōngguó wénhuà)에 대해서 설명한다.

## 종교
중국은 종교적 자유가 없다. 그러나, 세계의 국제화에 따른 종교의 다양화가 이루어져, 유교, 불교, 도교가 주가 되고, 크리스천의 수도 6700만명이며, 이중 1000만명 가량은 가톨릭이다.

## 콘텐츠 문화
중국 영화 산업의 경우 2002년 10억 위안에 못 미치던 수익이 2011년 기준 약 131억 위안 이상의 수준으로 크게 발달했다. 음원 시장의 경우 2010년 해적판 불법 음원 사이트의 대대적 단속으로 인해 300여개의 사이트가 문을 닫으며 정규 음원사이트가 점차 활기를 띄고있다.
중국내에 'BAT 삼국지'라고 불릴만큼 중국내에 경쟁중인 3개의 콘텐츠 기업들이있다. 그 기업들이 한국 엔터테인먼트와 제휴관계를 맺고 뮤직비디오 등의 판권을 얻고 투자할만큼 중국의 콘텐츠 시장에 큰 영향을 준 한류 콘텐츠 역시 중국 콘텐츠 시장의 발달에 한 몫 했다고 볼 수 있다. 중국의 인터넷 기업  등 콘텐츠를 제공하는 제작사에서 대한민국 콘텐츠를 확보하여 중국 예능으로 재상영, 그 프로그램은 영화로 제작될만큼 큰 인기를 끌어낸 경우가 있다. 그외에도 모바일앱, 게임, 온라인 여행, 온라인 문학 서비스 등 많은 부분에서 중국의 타국 콘텐츠 약탈과 불법복제가 왕성하게 일어나고있다.

## 중국의 드라마와 음악
중국 드라마 OST는 전통 음악과 현대 음악의 조화가 두드러진다. 중국 전통 악기(얼후,피리 등)를 사용하여 고전적인 느낌을 살리면서도, 현대적인 편곡과 서양 악기를 섞어 현대 시청자들에게 익숙한 사운드를 만들어 낸다. 드라마의 주요 테마에 맞춘 곡이 제작되며, 대개 드라마의 메인 주제가나 삽입곡으로 사용됩니다. 이러한 곡들은 주인공들의 감정이나 드라마의 전체적인 분위기를 함축적으로 표현한다. 예를 들어, 사극에서는 웅장하고 서사적인 음악이, 현대 로맨스에서는 감미롭고 서정적인 음악이 자주 쓰인다. 중국 드라마 OST는 중국뿐만 아니라 아시아 전역에서 인기를 끌며, 중국 음악의 세계적 확산에도 기여하고 있다. 한국, 일본, 동남아시아 등에서도 많은 팬을 확보하고 있으며, OST를 통해 중국 드라마에 대한 관심이 더욱 확산되고 있다.

## 화장
사람들에게는 자신을 감추려는 욕구와 더욱 돋보이게 하려는 욕구가 있다. 화장은 곧 자신의 신체적인 약점을 숨기고 강점은 드러내 보이려는 기술이다. 원래 화장은 얼굴에 국한되지 않고 몸단장, 장신구의 활용, 가발 착용 등을 모두 지칭하는 말이었다. 그러나 현대적인 의미로서 화장은 얼굴의 색조 화장을 주로 가리킨다. 문신과 성형, 피어싱의 의미도 함께 짚어본다.

## 손톱
호갑투(护甲套)는 몸단장 중 하나인 네일분야에 속한다. 이 호갑투는 거북이 등껍질로 손톱 모양을 만들고 그 위에 진주, 옥, 수정, 금, 은 등을 장식한 손톱 장식이다. 중국에서는 호갑투를 쓰게 된 이유는 긴 손톱을 일을 하기에 불편하기 때문에 옛날에는 서민 여성들이나 궁녀, 하녀들처럼 매일 일해야하는 여성들은 손톱을 길게 두지 않고 짧게 두었지만 일을 할 필요가 없는 비빈들은 손톱을 길렀고 가장 낮은 지위의 비빈도 호갑투를 착용했습니다. 이로인해 손톱이 긴 것은 지위를 나타내는 상징이 되었다고 합니다.

## 중국의 전통 의상

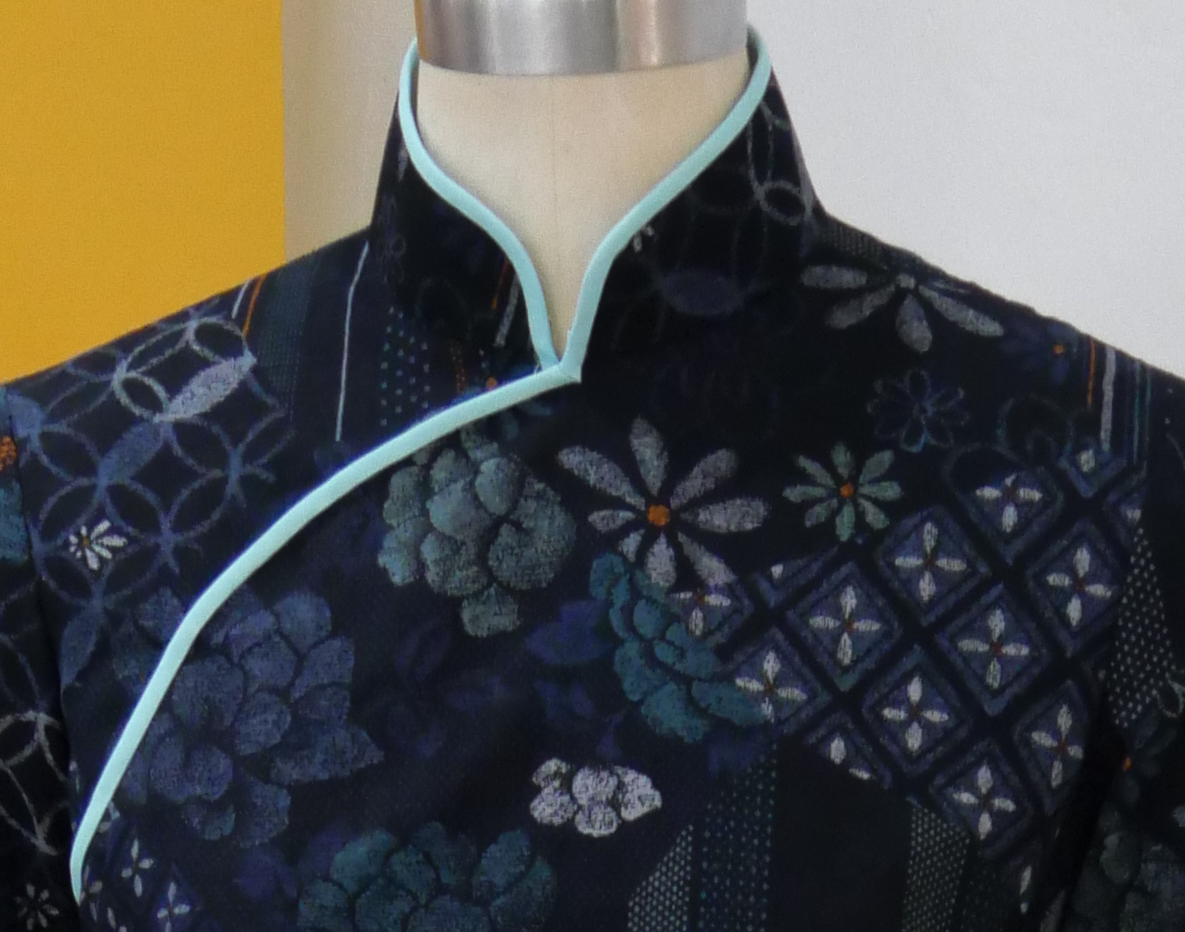
치파오

- 치파오치파오:여자들이 입는 원피스형태의 옷이다.보통 빨간색이고 짧다
- 창파오:남자들이 입는 긴 두루마기 형태의 옷이다.

## 중국의 명절
- 춘절은 중국의 최대의 전통명절이다.춘절은 음력1월1일로 우리나라의 설에 해당된다.
- 위안샤오제(=원소절)는 음력1월15로 우리나라 정월대보름에 해당된다.
- 칭밍제는 양력으로 4월4일이나 4월5일되는날이다.
- 중추절은 음력8월15일로 우리나라의 추석에 해당하는 중추절은 2008년공휴일로 지정되었다. 그리고 현재 춘절이후로 중요한 명절로 자리잡았다.
- 충양제,중양절은 음력9월9일로 경치 좋은 곳에 올라가 나쁜 기운을 몰아내고 국화주를 마시며 오래 살기를 기원하는 명절이다. 현대 중국에서는 '오래오래'라는 의미를 살려 양력9월9일을 '노인절'로 정했다.[1]
- 라바제,성도절은 음력12월8일로 라바제(臘八節)가 되면 집집이 향기롭고 맛있는 라바저우(납팥죽)를 먹는데, 그 유래는 석가모니와 관련이 있다.[2]

## 전통극
- 경극:'베이징 오페라(Peking opera)'라는 이름으로 세계적으로 널리 알려진 경극(京劇)은 정작 베이징에서 처음 생겨난 연극이 아니다. 경극은 1790년, 당시 남방의 안후이성(安徽省)을 기반으로 한 극단이 우연히 수도 베이징에 진입하면서부터 시작되었다. 그로부터 얼마 지나지 않은 19세기 중엽에 들어서면서 당시 여타 지방극인 휘극(徽劇), 한극(漢劇), 진강(秦腔), 곤곡(崑曲), 방자(梆子), 익양강(弋陽腔) 등의 예술적 장점을 충실히 흡수하고 황실의 확고한 지원을 얻게 됨에 따라 마침내 전국적인 명성을 지닌 대표적인 전통극으로 자리 잡게 된다.
- 곤극:곤극은 중국 희곡의 황금기인 명나라를 대표하는 전기에서 발전해서 부드러운 음악과 시적인 대사 그리고  섬세한 동작을 특징으로 하여,장엄한 스타일의 경극과 구분되는 남방을 대표하는 지방극이다.
- 천극:천극은 쓰촨지역을 대표하는 전통극이다.
- 월극:월극은 여성배우들이 연극하는 지방글로 유명하다.
- 상성:상성(相聲)은 중국 곡예의 종류 중에서 현재 가장 활성화되어 있는 설창예술의 한 장르이다.
- 소품:상성과 유사하지만 짧은 콩트형식을 총칭하는 '소품(小品)'은 중국 희극예술의 새로운 전형으로 자리 잡아 가고 있다. 소품은 90년대 들어 중국의 설 특집 오락 프로그램인 '춘제완후이(春節晩會)'를 통해 TV로 방영되면서 이후 폭발적인 인기를 모으게 되었다. 상성과 구성은 비슷하나 극적 요소와 드라마적 장치를 가미하여 TV 무대에 적합하게 편성했다는 점에서 뚜렷한 차이가 있다. 소품은 기존의 상성에 현대극 및 전통극의 장점을 접목시킴으로써 새로운 인기 장르가 되었으며 TV 시트콤 형식으로 발전하였다.[3]

## 음식문화
중국인들의 식생활은 화려하지는 않다. 그러나 그러지 않을 때도 있다. 이것은 1000년 전 일이다. 보통 때에는 화려한 식사를 하지 않지만 가족이나 친구들이 모이게 되면 풍성한 음식을 차려놓고 먹게 되는데, 여럿이 모여 식사를 할 때는 8가지 이상의 요리가 상에 오르게 된다. 찬 요리나 저렴한 요리부터 시작하여 고급스러운 요리로 마무리하는 이른바 코스요리의 문화가 여기에서 비롯되었다. 다양한 요리를 차리게 되면 자연스레 남기는 음식도 많기 때문에 남은 음식은 가져가는 습관이 있다. 그리고 중국은 일반적으로 회전이 가능한 원탁에 한가지 요리를 한 접시에 담아 판을 돌려가며 나누어 먹는 것이 전통이며 각 지역마다 요리 종류의 차이가 있다.
[출처] 중국의 음식 문화와 지역별 요리| 작성자 매일중국어
중국에서는 의식주(衣食住) 대신 '식의주(食衣住)'라는 말이 쓰일 정도로 식생활에 가장 먼저 신경을 쓴다. 예로부터 중국인들은 단순히 맛있는 음식을 먹는 것을 넘어 의식동원(医食同源 - 의약과 음식은 본래 그 뿌리가 하나다) 즉, 일상에서 음식으로 몸을 보신하고 병을 예방, 치료하여 장수하는 데 초점을 두었는데, 그 때문인지 여러 야생동물도 서슴없이 재료들로 사용해 왔다.

### 약식동원
약식동원(藥食同源)이란 음식은 곧 약이고, 약은 곧 음식이란 뜻이다. 즉, 음식과 약은 분리되어 있는 것이 아닌 좋은 재료로 만들어진 음식은 몸에 이롭다는 것이다. 중국은 예로부터 이런 약식동원의 정신이 전해지고 있다. 중국 문화에서는 이와 같은 원리로 동의학적 처방으로 조리학, 영약학, 식이요법 등 관련이 있는 지식을 배합하여 건강증진과 장수를 목적으로 한 식사요법이 있다.
중국의 약식동원은 주로 음식을 음양관계나 오행설과 함께 신토불이를 적용하여 사람은 태어난 고향 땅의 음식을 먹어야 하며, 제철 음식을 먹어야 한다는 등의 내용이 주가 되는 경우가 많다.
- 구기자
- 쑥
- 오미자
- 모과
- 민들레
- 당나귀

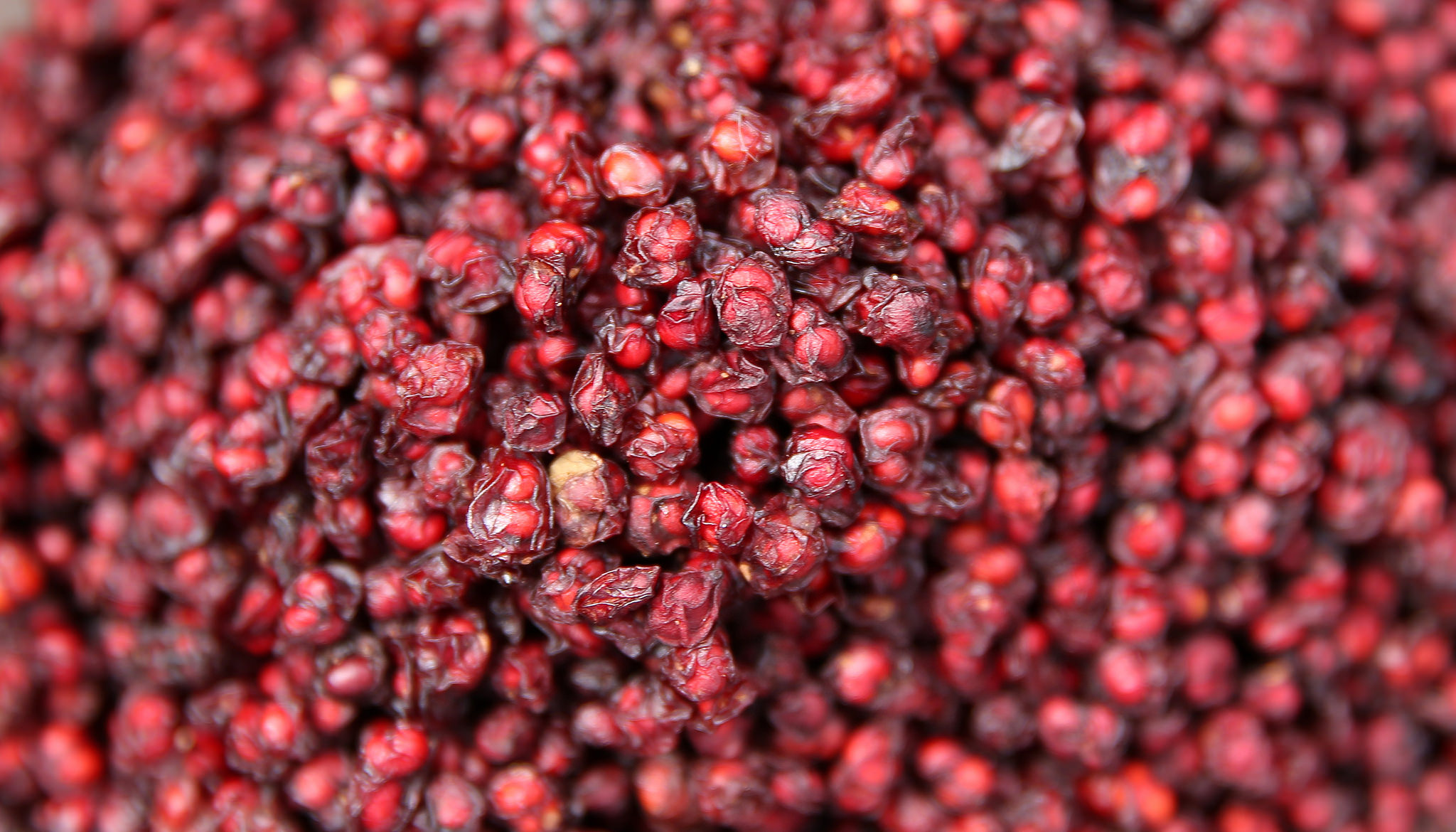
중국 약식재료:오미자

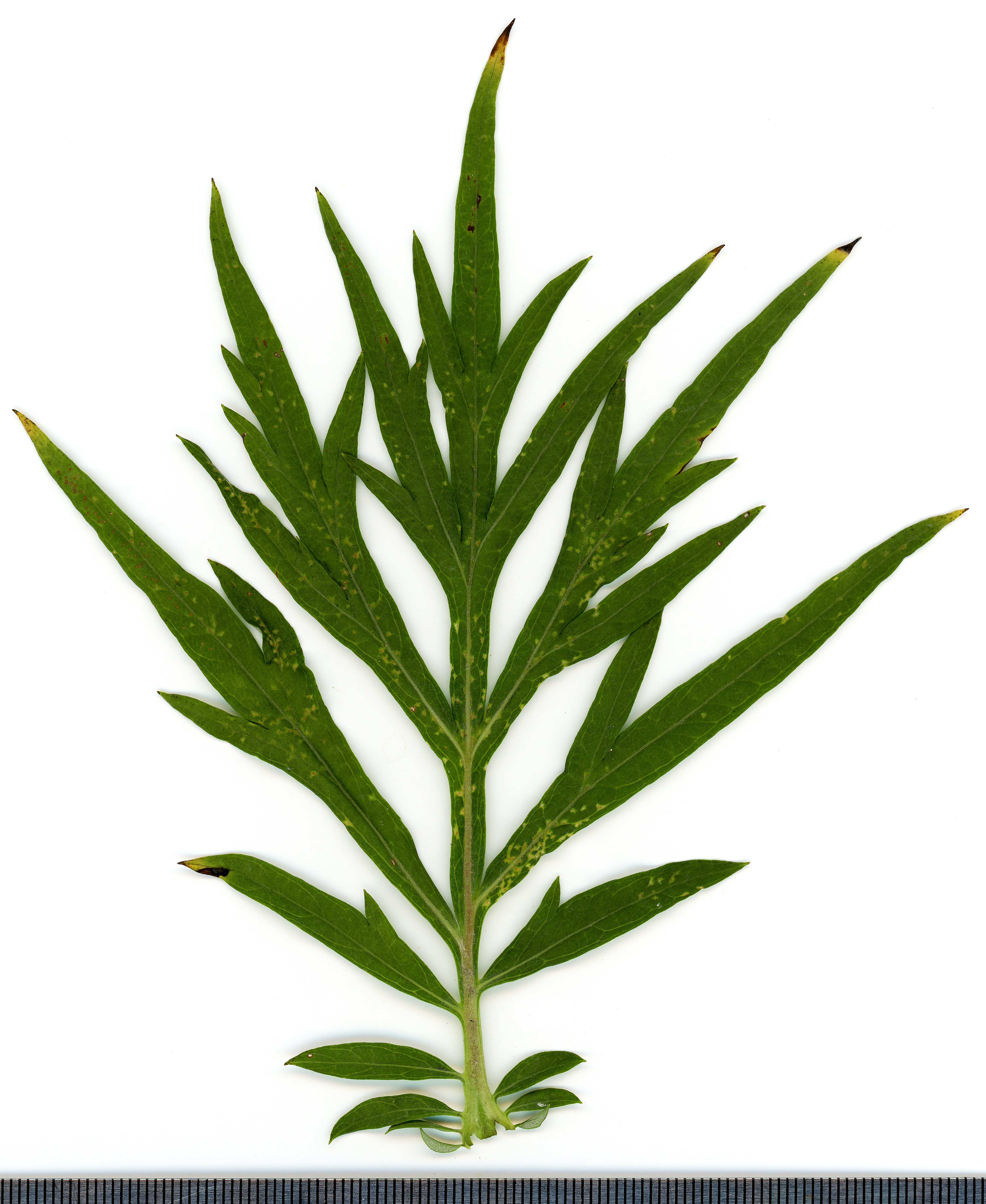
개똥쑥

약식동원의 사상적 근원은 기원전 중국 제왕세기(帝王世紀)에 등장하는 신농씨(神農氏)에 의해서이다. 신농(神農)은 사람들에게 농사짓는 법과 자연 속에서 유익한 약초를 캐와 끼니와 병을 고치는 방법을 알려주었다. 이는 중국 식문화에 영향을 끼쳤고, 이것이 시원이다. 옛날에는 음식을 약으로 섭취하기 위해, 땅에서 나는 많은 식재료들과 약초들을 채집하였다, 중국의 음식문화는 동아시아의 음식문화에 지대한 영향을 미쳤으며, 현재 중국 본토와 대만에서 가장 중요한 음식문화이며, 중국인이 많이 사는 지역에서도 흔히 볼 수 있는 문화이다. 그래서 대한민국에도 영향이 갔으며, 흔하게 볼 수 있는 한국의 비슷한 예시로 보양식이 있으며, 중국과 마찬가지로 이전에는 의원들이 약으로 처방 했던 것이다. 실제로 대한민국에는 한의학이 있으며, 한의학에도 약식동원, 의식동원 사상이 담겨있다. 특히 허준의 동의보감에서도 약식동원에 대한 내용이 실려있다.

## 음식의 특징
중국에서는 의식주(衣食住) 대신 '식의주(食衣住)'라는 말이 쓰일 정도로 식생활에 가장 먼저 신경을 쓴다. 예로부터 중국인들은 단순히 맛있는 음식을 먹는 것을 넘어 의식동원(医食同源 - 의약과 음식은 본래 그 뿌리가 하나다) 즉, 일상에서 음식으로 몸을 보신하고 병을 예방, 치료하여 장수하는 데 초점을 두었는데, 그 때문인지 야생동물이나 곰, 자라, 쥐, 벌레 등 독특한 재료들을 사용해 왔다.
1. 재료 선택이 자유롭고 광범위하다. 중국의 음식문화는 풍부하고 다채로우며 중국의 지리환경 및 역사, 여러 민족 등의 각종 요소와 불가분의 관계에 있다. 그로 인해 다양한 식물과 동물이 재료로 사용되고 있는데, 오리를 재료로 하는 요리만 해도 50여 가지가 될 정도이고 독특한 재료를 사용한 음식들도 다양하다.
2. 맛이 다양하다. 중국인들은 단맛, 짠맛, 신맛, 매운맛, 쓴맛의 다섯 가지 맛 외에 향과 냄새를 미묘하게 배합한 요리를 만든다.
3. 조미료와 향신료의 종류가 풍부하다. 재료 특유의 잡내를 제거해주거나 감칠맛을 더해주는 향신료와 조미료의 종류 또한 다양하고, 일반 식당에서 쓰는 양념의 종류만 해도 50여 가지가 되고, 조미료의 종류도 500여 종에 이른다. 중국요리의 맛이 독특하고 풍부한 것도 많은 종류의 조미료와 산초, 계피, 파, 마늘 등의 향신료를 적절히 사용하기 때문이다.
4. 조리법이 다양하다. 조리기구가 간단한데에 비해서 조리법은 굉장히 다양하여 용어만 해도 100여 개가 넘는다. 일반적으로 많이 사용하는 조리법은 국 요리, 기름에 튀기는 법, 기름에 볶는 법, 팬에 약간의 기름을 두른 후 지지는 법, 직접 불에 굽는 법, 약한 불에 국물을 넣고 오랜 시간 쪄내는 법, 냉장고에 넣고 숙성하는 법, 훈제하는 법 등이 있는데 이 중에서도 중국인들이 일상생활에서 가장 많이 사용하는 방법이 볶는 방법이다.

1. 불의 세기가 중요하다. 중국요리는 불의 세기와 볶는 시간에 그 요리의 성패가 달려 있다고 할 만큼 불의 세기가 중요하다. 불의 성질에 따라 중화(中火), 소화(小火), 미화(微火), 비화(飛火), 왕화(旺火), 맹화(猛火) 등으로 나눈다.[7]

## 색깔 문화

### 붉은색
빨간색은 희망, 행복, 부귀함, 행운 등등 매우 좋은 뜻을 지니고 상징하며 아주 오래 전부터 사람들의 인식에 좋은 것으로 자리 매김 해왔다. 붉은색은 전설에 따르면 한 해를 의미하는 '년(年,녠)'은 원래 괴수의 이름이었다. 이 괴물은 커다란 뿔을 가진 흉악하고 모습이 사자처럼 무서운 매우 사나운 괴물이다. 괴수 년은 일 년 내내 깊은 바다 속에 잠에 빠져있지만 섣달 그믐날에는 꼭 인간 세상에 올려와 먹는 것을 찾아다닌다. 년은 마을 가축들과 사람까지 잡아먹어 허기진 배를 채운 후 다시 돌아가 다음해 12월까지 잠을 잤다. 때문에 해마다 섣달 그믐날에 되면 사람들은 이 괴수 년으로부터 생명을 지키기 위해 깊은 산속으로 피신했다. 그 후에 알고 보니 이 괴수 년이 유독 무서워하던 것이 바로 빨간색, 폭발소리, 그리고 불이었다. 그래서 사람들은 해마다 괴수 년을 쫓기 위해 매년 섣달 그믐날에 집집마다 대문에 강렬한 빨간색 춘롄인 빨간색 복(福)자를 붙이고 폭죽을 터뜨리고 집집마다 다음날이 밝을 때까지 밤새 등불을 켜놓는 세 가지 풍습을 이어나가게 되었다. 이러한 풍습은 그 후에 춘절의 대표 풍습이 되었고 매년 음력 1월 1일 춘절은 해 년을 넘겼다는 뜻에서 과년이라고도 부른다. 괴물을 물리쳐 주고 위험에서 벗어나게 도와주며 나쁜 것을 쫓아내고 운이 좋은 일을 가져다주는 색깔로 여겨 빨간색은 사람들을 지켜 주는 귀한 것으로 생각한다.

## 같이 보기
- 중국어

## 중국 전통 문양
중국의 어떤 집단이나 공동체에서 오래전부터 전해 내려오는 고유한 생김새나 모양을 말한다.

### 종류
- 구름 문양(雲紋)
- 봉문 문양(鳳紋)
- 운뇌문 문양(雲雷紋)
- 용 문양(龍紋)

### 작가
창사나(常沙娜)
- ‘연금’(年錦),‘경태람화평합대반’(景泰藍和平鴿大盤), ‘화평합사건국례’(和平鴿絲巾國禮)등의 제품을 디자인함
- 도시 랜드마크 건축 장식을 디자인함 (인민대회당, 민족문화궁, 서우두(首都)극장, 서우두공항, 차이나 월드 호텔 베이징)[8]

### 활용 디자인
모바일게임 ‘전국지’
게임 『전국지』에서 Fig, 1 과 같이 게임UI는 전국시대 종의 원소를 채택하고, 청동 기의 문양 원소를 간략하고 추상적으로 만들어 모바일 게임UI 디자인에 활용하였음
2.3.1 게임 UI의 중국 전통 분양요소